# Debaryomyces
Дебаріоміцети (Debaryomyces) — рід грибів родини Saccharomycetaceae. Класифіковано у 1909 році.